# Procolophon
Procolophon ist ein ausgestorbenes Reptil aus der Untertrias, das den Procolophonidae angehörte. Fossilien der Gattung wurden in den Ablagerungen der Beaufort-Gruppe von Südafrika, in Brasilien und in der Nähe des Shackleton-Gletschers im Transantarktischen Gebirge gefunden. Es wurden zahlreiche Arten beschrieben, die teilweise heute nicht mehr gültig sind. Typusart ist Procolophon trigoniceps, Typusexemplar ist BMNH R1726, bestehend aus einem Schädel und einem dreidimensional erhaltenen Körperfossil. Die Typlokalität der Art ist Donnybrook im südafrikanischen Queenstown District.

## Merkmale
Procolophon war ein kleines, echsenartiges Reptil und erreichte dreißig bis vierzig Zentimeter Körperlänge. Sein Schädel war breit und dreieckig, die Augenhöhlen sehr groß und langgestreckt, die Nasenlöcher saßen fast ganz am Vorderende der Schnauze. Die Kieferadduktoren setzten am Hinterrand der Augenhöhlen an. 
Auf dem Zwischenkieferbein (Prämaxillare) saßen vier, auf dem Oberkieferknochen (Maxillare) sieben Zähne pro Kieferast. Von den letzteren waren fünf oder sechs seitlich verbreitert und meißelförmig, ebenso wie die neun Zähne auf jedem Unterkieferast. Procolophon ernährte sich entweder von Pflanzen (Herbivorie) und/oder von hartschaligen wirbellosen Tieren (Durophagie).
Der Rumpf war kompakt, die Beine waren kräftig und kurz, die Füße breit und vermutlich zum Graben geeignet. Der Schwanz war kurz.